# Achenbach (Breidenbach)

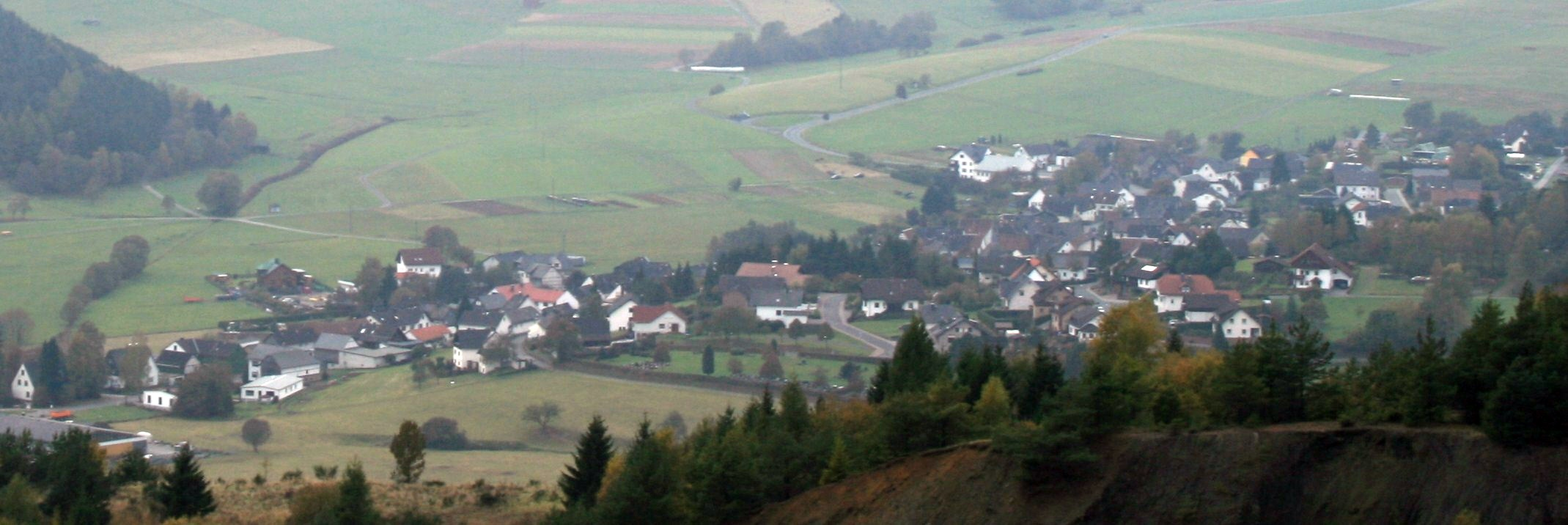
Achenbach aus nördlicher Sicht

Achenbach (mundartlich Acheboch) ist ein Dorf im Westen des Hessischen Hinterlandes und als solches ein Ortsteil der Gemeinde Breidenbach im mittelhessischen Landkreis Marburg-Biedenkopf. Die Siedlungsform des Dorfes wird als geschlossenes Haufendorf bezeichnet.

## Geographie

### Lage
Der Ort liegt westlich von Oberdieten und östlich von Mandeln. Er ist über die die Landesstraße 3043, die in Oberdieten in die Bundesstraße 253 mündet, zu erreichen.

### Klima
Klimatisch liegt Achenbach wie der gesamte Breidenbacher Grund im Grenzbereich der beiden Klimaräume Nordwest- und Südwestdeutschland, die sich im Bereich Mittelhessen trennen. Das heißt, es gibt sowohl maritime als auch festländische Einflüsse. Das Klima wird daher durch verhältnismäßig kühlere Sommer, aber auch nicht-alpine Wintertemperaturen gekennzeichnet, wobei Niederschläge von durchschnittlich 800–900 mm ganzjährig fallen.

### Geologie
Die Schichten des Unteren und Oberen Mitteldevons und des Oberdevons haben den geologischen Aufbau Achenbachs gestaltet. Dunkle, rote und auch grüne Tonschiefer und dunkle Brandschiefer, Quarzite und Sandsteine treten als Grundgestein auf.
Die Böden sind überwiegend steinig und nährstoffarm.

### Siedlungen und Wüstungen
In der Gemarkung Achenbachs lag die wüst gegangene Siedlung Achenbacher Mühle, eine Mahl- und Ölmühle am Achenbach etwa 0,7 km südöstlich des Dorfes. Heute erinnert nur noch der Flurname Über der Achenbacher Mühle an die ehemalige Siedlung.

## Geschichte

### Überblick
Das genaue Alter Achenbachs ist nicht bekannt. Vermutlich fand eine erste Besiedlung bereits im oder um das 10. Jahrhundert statt. Die urkundliche Ersterwähnung stammt vom 7. Dezember 1395 aus einem Lehnbrief des Landgrafen Hermann zu Hessen. Dort wird der Dorfname als „Achinbach“ geschrieben, später auch als „Hachenbach“ (1429) oder „Achebach“ (1630). Die lange als erste Erwähnung angenommene Schrift aus dem Jahr 1379 bezieht sich auf Achenbach im Siegerland. In Aufzeichnungen aus den folgenden Jahrhunderten finden sich auch „Hachenbach“ (1429), „Achebach“ (1630) und seit 1783 durchweg Achenbach.
Achenbach war 1360 im Besitz der Familie von Romrod; seit 1395 war es hessisches Lehen der Familie von Breidenbach und gehörte damals zum Gericht Melsbach.
Im Jahr 1761 wurde Achenbach durch eine Feuersbrunst fast restlos zerstört. Aus Akten der Behörden, Vernehmungsprotokollen und Berichten, die heute noch im Staatsarchiv Marburg vorhanden sind, lässt sich ein ziemlich genaues Bild von dem Unglück vermitteln:
In der Mittagszeit des 25. April brach in der Küche eines Hauses Feuer aus. Die meisten Einwohner waren mit Feldarbeiten beschäftigt. Da es einige Zeit vorher schon sehr trocken gewesen war und zu allem Unglück noch ein starker Wind einsetzte, griff der Brand schnell auf die strohgedeckten Fachwerkhäuser in der Nachbarschaft über. Französische Soldaten, die sich wegen des Siebenjährigen Krieges zu der Zeit im Breidenbacher Grund aufhielten, beteiligten sich an den Löscharbeiten. Trotzdem waren am Abend von den 30 Höfen des Dorfes nicht weniger als 23 Wohnhäuser, dazu die Kirche mit zwei Glocken, 24 Scheunen, 19 Stallungen, drei Schuppen und vier Schmiedewerkstätten niedergebrannt. Es wurde zwar fast das gesamte Vieh gerettet, auch war kein Menschenleben zu beklagen, doch war bei den meisten Bewohnern der gesamte Hausrat, Kleidung usw. mit verbrannt. Der Gebäudeschaden belief sich nach damaligen Schätzungen auf 12.000 Gulden. Wegen der hohen Kriegslasten, die auch Achenbach damals zu tragen hatte, war die Gemeinde sowieso schon übermäßig stark belastet. Daher wurde den Betroffenen von Seiten der damaligen Darmstädter Regierung gestattet, Bauholz aus den herrschaftlichen Wäldern kostenlos abzuholzen. Außerdem wurde in den hessen-darmstädtischen Ämtern eine Kollekte durchgeführt, die 768 Gulden erbrachte.
Die Statistisch-topographisch-historische Beschreibung des Großherzogthums Hessen berichtet 1830 über Achenbach:

„Achenbach (L. Bez. Battenberg) evangel. Filialdorf; liegt 6 3⁄4 St. von Battenberg, gehört dem Freiherrn von Breidenstein. hat 39 Häuser und 284 evangel. Einw. Man findet 1 Mahl- und Oelmühle und in der Gemarkung einen Schiefersteinbruch. Im Jahr 1395 trugen Gerlach und Johann von Breidenbach dem Landgrafen Hermann unter andern das Gericht Melsbach, zu welchem Achenbach gehörte, zu Lehen auf. Schon frühe wurde hier Bergbau getrieben: 1567 wird zweier Achenbacher Gruben gedacht, und 1584 werden die hiesigen Erze in dem Bergpatent Ludwigs von Marburg erwähnt.“

Ein weiteres Katastrophenjahr war 1895. In der Nacht vom 30. Juni auf 1. Juli vernichtete ein heftiges Unwetter mit Gewitter und stärkstem Hagelschlag die komplette Jahresernte. Der drei Minuten dauernde Hagelschlag zerstörte die komplette Sommerfrucht. Die Roggenernte war zerstört, die bereits ausgetriebenen Kartoffeln trieben erneut aus und brachten dadurch kaum Ernte, einzig die bereits eingefahrene Heuernte rettete dem Vieh das Leben.
Seit 1909 besitzt Achenbach eine zentrale Wasserversorgung; am 25. November 1919 brannte in Achenbach erstmals elektrisches Licht.
Die beiden Weltkriege brachten auch für Achenbach die für das damalige Reichsgebiet allgemein üblichen Verluste und Schreckensmeldungen. Nach dem Zweiten Weltkrieg wurden viele Flüchtlinge, besonders aus der damaligen Tschechoslowakei und Ungarn, in Achenbach aufgenommen.

### Historische Namensformen
Historisch dokumentierte Erwähnungen des Ortes sind:
- Achinbach (1395)
- Hachenbach (1429)
- Achebach (1630)

### Gebietsreform
Am 1. Juli 1974 wurde Achenbach im Zuge der Gebietsreform in Hessen kraft Landesgesetz in die Gemeinde Breidenbach eingegliedert.
Für Achenbach wurde, wie für alle in der Gebietsreform eingegliederten Gemeinden von Breidenbach, ein Ortsbezirk mit Ortsbeirat und Ortsvorsteher nach der Hessischen Gemeindeordnung gebildet.

### Bergbau
Im 16., 17. und 18. Jahrhundert gab es in Achenbach insgesamt sechs Kupfererzgruben. Sie wurden 1856 zum Teil nochmals geöffnet, es fanden sich aber keine Vorräte. In der Grub König Wilhelm traten auch Bleierze auf.
Bis vor den Zweiten Weltkrieg betrieb die Fa. Erdel aus Heppenheim einen Grünsteinbruch.

### Schule
In Breidenbach bestand bereits zu Anfang des 17. Jahrhunderts eine eigenständige „Sommer- und Winterschule“. Wann genau Achenbach die erste eigene Schule hatte, ist nicht bekannt. 1778 berichtet aber Pfarrer Beisenherz von Breidenbach von einem „Schulmeister Johann Henrich Wagner zu Achenbach, der seit 10 Jahren dort im Amt steht“. Im 19. Jahrhundert hatte Achenbach zusammen mit Oberdieten eine „Doppelschule“. Vormittags wurde in dem einen, nachmittags in dem anderen Ort unterrichtet. Das in 1876 errichtete Volksschulgebäude wurde 1955 durch einen Neubau ersetzt. Das alte Gebäude diente nach 1945 erst als Rathaus, ab 1963 als Dorfgemeinschaftshaus. Nachdem bereits seit 1966 die Schüler ab Jahrgangsstufe 5 die Mittelpunktschule Breidenbach oder andere, weiterführende Schulen besuchten, wurde am 31. Dezember 1969 aufgrund abnehmender Schülerzahlen und der damaligen Hessischen Schulreform die Grundschule Achenbach geschlossen; letzter Lehrer war Karl Gottfried Förster. Alle (Grund-)Schüler besuchen seitdem die Schule in Oberdieten.

### Territorialgeschichte und Verwaltung im Überblick
Die folgende Liste zeigt im Überblick die Territorien, in denen Achenbach lag, bzw. die Verwaltungseinheiten, denen es unterstand:
- vor 1567: Heiliges Römisches Reich, Landgrafschaft Hessen, Amt Blankenstein, Grund Breidenbach (Untergericht; Gericht Malsbach)
- ab 1567: Heiliges Römisches Reich, Landgrafschaft Hessen-Marburg, Amt Blankenstein, Grund Breidenbach[10]
- 1604–1648: strittig zwischen Hessen-Kassel und Hessen-Darmstadt (Hessenkrieg)
- ab 1604: Heiliges Römisches Reich, Landgrafschaft Hessen-Kassel, Amt Blankenstein, Grund Breidenbach
- ab 1627: Heiliges Römisches Reich, Landgrafschaft Hessen-Darmstadt, Oberfürstentum Hessen, Amt Blankenstein, Grund Breidenbach, Untergericht[11]
- ab 1806: Rheinbund, Großherzogtum Hessen, Oberfürstentum Hessen, Amt Blankenstein, Grund Breidenbach, Gericht Breitenbach[12][13]
- ab 1815: Deutscher Bund, Großherzogtum Hessen, Provinz Oberhessen, Amt Blankenstein, Grund Breidenbach
- ab 1821: Deutscher Bund, Großherzogtum Hessen, Provinz Oberhessen, Landratsbezirk Battenberg[Anm. 1]
- ab 1832: Deutscher Bund, Großherzogtum Hessen, Provinz Oberhessen, Kreis Biedenkopf
- ab 1848: Deutscher Bund, Großherzogtum Hessen, Regierungsbezirk Biedenkopf
- ab 1852: Deutscher Bund, Großherzogtum Hessen, Provinz Oberhessen, Kreis Biedenkopf
- ab 1867: Norddeutscher Bund, Königreich Preußen, Provinz Hessen-Nassau, Regierungsbezirk Wiesbaden, Kreis Biedenkopf (übergangsweise Hinterlandkreis)[11]
- ab 1871: Deutsches Reich, Königreich Preußen, Provinz Hessen-Nassau, Regierungsbezirk Wiesbaden, Kreis Biedenkopf
- ab 1918: Deutsches Reich, Freistaat Preußen, Provinz Hessen-Nassau, Regierungsbezirk Wiesbaden, Kreis Biedenkopf
- ab 1932: Deutsches Reich, Freistaat Preußen, Provinz Hessen-Nassau, Regierungsbezirk Wiesbaden, Landkreis Dillenburg
- ab 1933: Deutsches Reich, Freistaat Preußen, Provinz Hessen-Nassau, Regierungsbezirk Wiesbaden, Landkreis Biedenkopf
- ab 1944: Deutsches Reich, Freistaat Preußen, Provinz Nassau, Landkreis Biedenkopf
- ab 1945: Amerikanische Besatzungszone, Groß-Hessen, Regierungsbezirk Wiesbaden, Landkreis Biedenkopf
- ab 1949: Bundesrepublik Deutschland, Land Hessen (seit 1946), Regierungsbezirk Wiesbaden, Landkreis Biedenkopf
- ab 1968: Bundesrepublik Deutschland, Land Hessen, Regierungsbezirk Darmstadt, Landkreis Biedenkopf
- ab 1974: Bundesrepublik Deutschland, Land Hessen, Regierungsbezirk Kassel, Landkreis Marburg-Biedenkopf
- am 1. Juli 1974 wurde Achenbach als Ortsteil der neu gegründeten Gemeinde Breidenbach eingegliedert.
- ab 1981: Bundesrepublik Deutschland, Land Hessen, Regierungsbezirk Gießen, Landkreis Marburg-Biedenkopf

### Bevölkerung

#### Einwohnerentwicklung
Quelle: Historisches Ortslexikon
| • 1577: | 022 Hausgesesse                                                             |
| • 1630: | 021 Hausgesesse (1 zweispännige, 17 einspännige Ackerleute, 2 Einläuftige). |
| • 1677: | 014 Männer, 3 Witwen, 2 Jungmannschaften, 12 ledige Mannschaften.           |
| • 1742: | 034 Haushaltungen                                                           |
| • 1791: | 218 Einwohner                                                               |
| • 1800: | 218 Einwohner                                                               |
| • 1806: | 224 Einwohner, 37 Häuser                                                    |
| • 1829: | 284 Einwohner, 39 Häuser                                                    |

| Achenbach: Einwohnerzahlen von 1791 bis 2018 | Achenbach: Einwohnerzahlen von 1791 bis 2018 | Achenbach: Einwohnerzahlen von 1791 bis 2018 | Achenbach: Einwohnerzahlen von 1791 bis 2018 | Achenbach: Einwohnerzahlen von 1791 bis 2018 |
| --- | -------------------------------------------- | -------------------------------------------- | -------------------------------------------- | -------------------------------------------- |
| Jahr |                                              |                                              |                                              | Einwohner                                    |
| 1791 | 1791                                         |                                              | 218                                          | 218                                          |
| 1800 | 1800                                         |                                              | 218                                          | 218                                          |
| 1806 | 1806                                         |                                              | 224                                          | 224                                          |
| 1829 | 1829                                         |                                              | 284                                          | 284                                          |
| 1834 | 1834                                         |                                              | 301                                          | 301                                          |
| 1840 | 1840                                         |                                              | 311                                          | 311                                          |
| 1846 | 1846                                         |                                              | 322                                          | 322                                          |
| 1852 | 1852                                         |                                              | 322                                          | 322                                          |
| 1858 | 1858                                         |                                              | 303                                          | 303                                          |
| 1864 | 1864                                         |                                              | 281                                          | 281                                          |
| 1871 | 1871                                         |                                              | 264                                          | 264                                          |
| 1875 | 1875                                         |                                              | 310                                          | 310                                          |
| 1885 | 1885                                         |                                              | 352                                          | 352                                          |
| 1895 | 1895                                         |                                              | 337                                          | 337                                          |
| 1905 | 1905                                         |                                              | 321                                          | 321                                          |
| 1910 | 1910                                         |                                              | 361                                          | 361                                          |
| 1925 | 1925                                         |                                              | 398                                          | 398                                          |
| 1939 | 1939                                         |                                              | 393                                          | 393                                          |
| 1946 | 1946                                         |                                              | 541                                          | 541                                          |
| 1950 | 1950                                         |                                              | 547                                          | 547                                          |
| 1956 | 1956                                         |                                              | 500                                          | 500                                          |
| 1961 | 1961                                         |                                              | 518                                          | 518                                          |
| 1967 | 1967                                         |                                              | 529                                          | 529                                          |
| 1980 | 1980                                         |                                              | ?                                            | ?                                            |
| 1990 | 1990                                         |                                              | ?                                            | ?                                            |
| 2000 | 2000                                         |                                              | ?                                            | ?                                            |
| 2011 | 2011                                         |                                              | 522                                          | 522                                          |
| 2015 | 2015                                         |                                              | 491                                          | 491                                          |
| 2018 | 2018                                         |                                              | 467                                          | 467                                          |
| Datenquelle: Historisches Gemeindeverzeichnis für Hessen: Die Bevölkerung der Gemeinden 1834 bis 1967. Wiesbaden: Hessisches Statistisches Landesamt, 1968. Weitere Quellen: ; Gemeinde Breitenbach:; Zensus 2011 |                                              |                                              |                                              |                                              |

#### Religionszugehörigkeit
Quelle: Historisches Ortslexikon
| • 1829: | 284 evangelische Einwohner                               |
| • 1885: | 313 evangelische, keine katholischen, 39 andere Christen |
| • 1961: | 399 evangelische, 33 römisch-katholische Einwohner       |

#### Erwerbstätigkeit
Quelle: Historisches Ortslexikon
| • 1867: | Erwerbspersonen: 152 Landwirtschaft, 1 Forstwirtschaft, 3 Bergbau und Hüttenwesen, 17 Gewerbe und Industrie, 7 persönliche Dienstleistungen, 1 Gesundheitspflege, 1 Armee, 1 Gemeindeverwaltung, eine Person ohne Berufsangabe. |
| • 1961: | Erwerbspersonen: 137 Land- und Forstwirtschaft, 117 produzierendes Gewerbe, 27 Handel und Verkehr, 18 Dienstleistungen und Sonstiges.                                                                                           |

## Religion
Bereits seit dem 15. Jahrhundert ist Achenbach nach Breidenbach eingepfarrt. Die meisten Einwohner sind evangelischer Religionszugehörigkeit. Die „alte Kapelle“ wurde bei dem Großbrand 1761 zerstört, 1769 erbaute die Gemeinde eine neue Kirche. Das Zeltdach des achteckigen Zentralbaues geht in der Mitte in ein Glockentürmchen, das für zwei Glocken vorgesehen ist, über. Gegenwärtig bildet Achenbach zusammen mit Ober- und Niederdieten die „Ev. Kirchengemeinde Oberdieten“. Die Einwohner mit römisch-katholischem Glauben, deren Zahl nach dem Zweiten Weltkrieg deutlich zugenommen hat, gehören zur Kirchengemeinde „Maria Himmelfahrt“ in Breidenbach.
Außerdem befindet sich seit 1893 im Ort eine Freie evangelische Gemeinde. Sie besitzt ein eigenes Gemeindehaus besitzt wie die Mitglieder der Christlichen Versammlung.

## Politik

### Ortsbeirat
- SPD: 2
- BL: 1
- CDU: 2

- BL = Bürgerliste

Achenbach verfügt als Ortsbezirk über einen Ortsbeirat, bestehend aus fünf Mitgliedern, dessen Vorsitzender ein Ortsvorsteher, derzeit Martin Beckmann (SPD), ist. Für die Sitzverteilung siehe die nebenstehende Grafik.

### Wappen und Flagge
Am 15. Dezember 1958 genehmigte der Hessische Minister des Innern das Wappen mit folgender Beschreibung:
| Wappen von Achenbach | Blasonierung: „In Silber ein blauer, schräglinks verlaufender Wellenbalken (Bach), belegt mit sechs schwarzen Wellenfäden und begleitet von zwei roten Rosen mit grünen Kelchblättern und goldenen Butzen.“ |
| Wappen von Achenbach | Wappenbegründung: Das Wappen verbindet die Vergangenheit mit dem Namen des Ortes. Der Bachlauf soll den Ortsnamen bildlich darstellen.                                                                      |

Die nichtamtliche Dorfflagge ist zweigeteilt in Rot und Weiß; das Wappen ist in der Mitte aufgelegt.

## Kultur und Sehenswürdigkeiten

### Vereine
In Achenbach gibt es eine Vielzahl an Vereinen. Es gibt die Burschenschaft „Grün-Weiß“, den Feuerwehrverein, die Freiwillige Feuerwehr, den Verein für Heimatgeschichte und den Männersingkreis der Freien Ev. Gemeinde.
Andere Vereine, wie der SSV von 1923 oder der Obst- und Gartenbauverein wie auch z. B. der VdK haben mit gleichen Vereinen aus den Nachbardörfern fusioniert.

## Wirtschaftsstruktur
Achenbach war ursprünglich von der Land- und Forstwirtschaft geprägt, die jetzt aber nur noch eine untergeordnete Rolle spielt. Die meisten Erwerbstätigen arbeiten in Firmen der umliegenden Dörfer.

## Verkehr
Der Ort ist durch folgende Lokalbuslinien über die Haltestellen Kirche und Buswendeplatz an das ÖPNV-Netz von RMV und VWS angebunden:
- MR-51: Biedenkopf–Niedereisenhausen–Friedensdorf–Biedenkopf
- MR-52: Biedenkopf–Friedensdorf–Niedereisenhausen-Biedenkopf
- R 32: Bad Laasphe–Fischelbach–Mandeln

## Persönlichkeiten
Söhne und Töchter des Ortes
- Wilhelm Schmidt, Politiker der DNVP und NSDAP (1878–1945)